# چیپ تیلور
چیپ تیلور (انگلیسی: Chip Taylor؛ زادهٔ ۲۱ مارس ۱۹۴۰) یک موسیقی‌دان اهل ایالات متحده آمریکا است. وی از سال ۱۹۷۱ میلادی تاکنون مشغول فعالیت بوده‌است.وی،دایی آنجلینا جولی می‌باشد. 
از فیلم‌ها یا مجموعه‌های تلویزیونی که وی در آن‌ها نقش داشته‌است، می‌توان به ترازنامه سه‌ماهه اشاره نمود.